# Albert István (piarista)
Albert István (Szentjakabfa, 1907. december 9. – Budapest, 1991. január 5.) piarista szerzetes, magyarországi tartományfőnök (provincialis), teológus; írói álneve Veszprémi István.

## Élete
Egyszerű földműves családban született a balaton-felvidéki Szentjakabfán. A gimnázium első öt osztályát a veszprémi piaristáknál végezte, majd 1923-ban belépett a piarista rendbe így az felső három (VI-VIII.) osztályt már kecskeméti studentátusban fejezte be. Az érettségi után, 1927-től a budapesti Magyar Királyi Pázmány Péter Tudományegyetem teológiai karának hallgatója volt. 1930. szeptember 8-án szerzetesi örökfogadalmat tett, majd tanulmányai befejeztével, 1932 májusában letette a rendi hittanári vizsgát, június 19-én pappá szentelték. 1932 őszétől Magyaróváron, 1936-tól pedig Szegeden működött, mint gimnáziumi hittanárnak. Mindkét helyen aktívan részt vett a cserkészetben, Szegeden ő volt az iskola 82. sz. Zrínyi cserkészcsapatának parancsnoka. Eközben 1934-ben megszerezte a teológiai doktorátust is „Alber János és biblikus vitája” című dolgozatával. (Később, 1950-ben az egyetem bekebelezett doktora lett).
1938-tól teológiát (főként liturgikát és szentírástudományt) tanított a budapesti Kalazantinumban, majd 1939-től 1949-ig ő volt a növendékek prefektusa is. Teológiai szaktárgyainak egyes kérdéseiről számos cikket közölt az Evangélium, a Katolikus Nevelés, az Egyházi Lapok, majd később a Vigilia folyóiratokban. 1944/1945 telén, a második világháború magyarországi harcainak idejét is velük együtt Szombathelyen, vöröskeresztes szolgálatban töltötte, ahol súlyos nevelői kudarcként élte meg, hogy néhány növendéke (köztük Irányi László, a külföldi magyarok püspöke) a szovjet Vörös Hadsereg megérkezése előtt elhagyta Magyarországot, és nyugat felé menekült.
Budapestre visszatérve, 1946-ban  az újonnan kinevezett tartományfőnök, Tomek Vince mellett lett asszisztens (kormánysegéd), és ebben a tisztségében megmaradt 1947-től, Sík Sándor tartományfőnöksége alatt is. 1949-ben megvált a prefektusi tisztségtől, de tovább tanított, a Kalazantinumban 1965-ig, a noviciátusban pedig 1979-ig. 1953-tól a budapesti piarista kápolna igazgatójaként (rector ecclesiae) sokat tett a liturgia megújításáért, és elérte, hogy a kápolna a főváros egyik kedvelt lelki központjává váljon. Eközben egyre fontosabb szerepet kapott a rendkormányzatban. 1961-től Sík Sándor tartományfőnök betegsége miatt, mint helyettes tartományfőnök gyakorlatilag ő vezette a magyar rendtartományt, majd annak halála (1963. szeptember 28.) után, 1964. február 26-án Tomek Vince, a piarista rend generálisa őt nevezte ki tartományfőnöknek. A kinevezés jogosságát az Állami Egyházügyi Hivatal először vitatta, de végül elfogadta. Tartományfőnöksége során háromszor jelen lehetett a generális káptalanon és a kétszer nagyobb elöljárók gyűlésén. A piarista rend vezetősége a magyar rendtartomány számára 1945 után nem engedélyezte, hogy káptalant tartsanak, és tartományfőnököt (pontosabban tartományfőnök-jelöltet) válasszanak, mert félt a külső politikai befolyásolástól. A hosszú évek után, 1976-ban mégis engedélyezett tartományi káptalan Albert Istvánt választotta tartományfőnökké. 1979 tavaszától azonban a káptalan döntése folytán Varga László követte őt a tartományfőnökségben.
Ezt követően másfél évig a budapesti noviciátusi rendház tagjaként élt, majd 1980 és 1985 között között Rómában, a betegeskedő Tomek Vince mellett tartózkodott, ahol rendtörténeti munkák magyarra fordításával és rendtörténeti kutatásokkal foglalkozott. Hazatérte után cukorbetegsége miatt már ő is sokat betegeskedett.
Nyughelye a Fiumei úti sírkertben található a Piarista rend második sírboltjában.

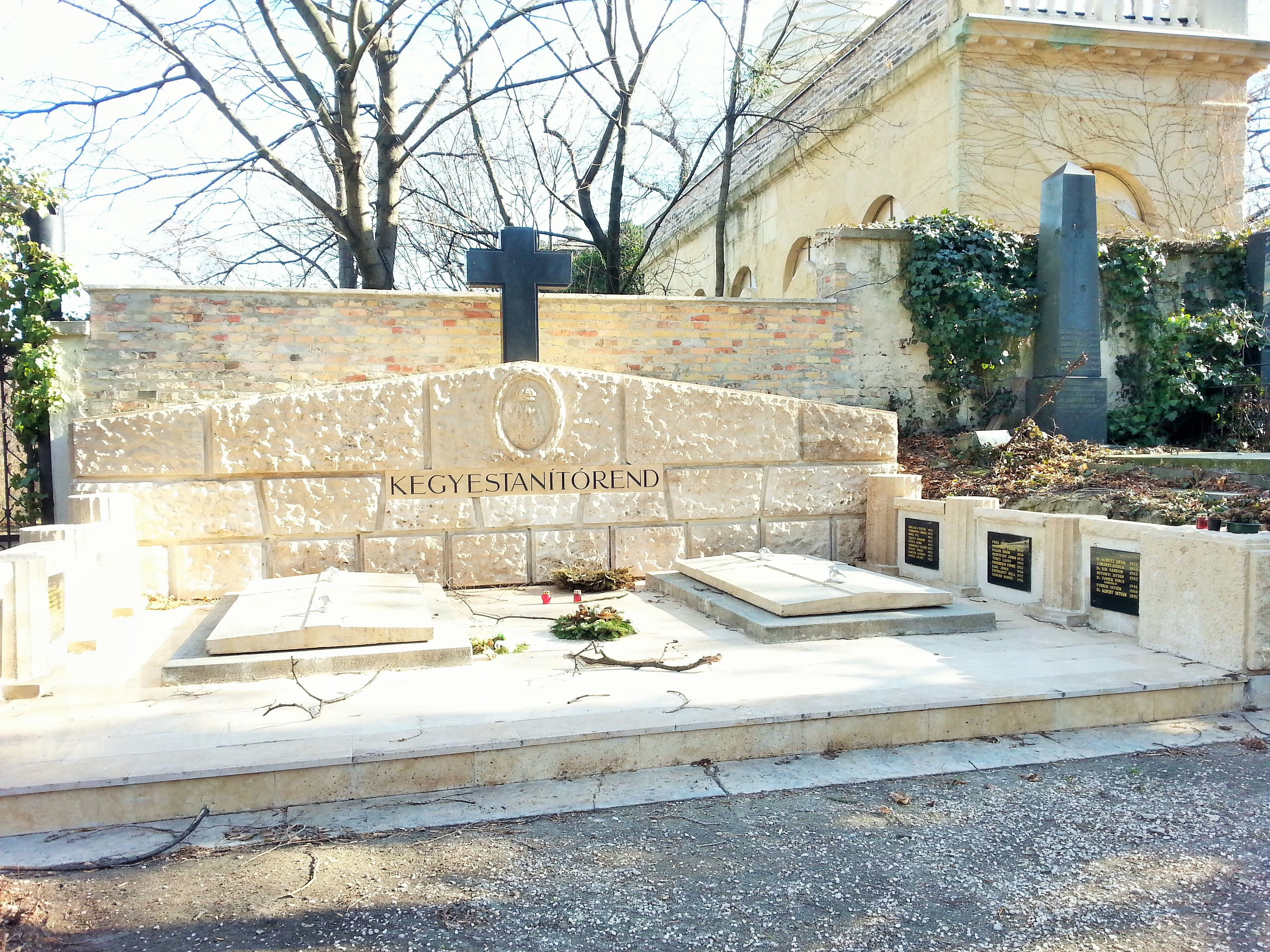
A Piarista rend második sírboltja, Fiumei úti sírkert (Jobb oldali falsírboltok 512/a.)

## Művei
- Alber Nep. János és biblikus vitája, in Magyaróvári kegyesrendi gimnázium értesítője, 1934/1935, 1-18.
- Parsch, Pius, Az üdvösség éve, I-III, Budapest, 1936–1937 (fordítók egyike).
- Katolikus szertartástan: Középiskolák használatára (Pokorny Emánuel nyomán), Budapest, Szent István Társulat, 1943 – 2. kiadás: 1946
- Így ministrálj!, Budapest, Szent István Társulat, 1944 – útmutató ministránsoknak
- Gondolatok a seelisbergi konferencia pontjaihoz a római katholikus felfogás tükrében, Budapest, Stephaneum nyomda, 1949.
- Bibliával vasárnapról vasárnapra, Bécs, 1971 (fordítók egyike, Veszprémi István néven).